# Герберт Вілберфорс
Герберт Вілберфорс (англ. Herbert Wilberforce; 8 лютого 1864 — 28 березня 1941) — колишній британський тенісист.
Здобув 14 одиночних титулів.
Перемагав на турнірах Великого шолома в парному розряді.

## Фінали турнірів Великого шолома

### Парний розряд (1–1)
| Результат | Рік  | Турнір                    | Партнер           | Суперники                    | Рахунок                 |
| --------- | ---- | ------------------------- | ----------------- | ---------------------------- | ----------------------- |
| Перемога  | 1887 | Вімблдонський турнір 1887 | Патрік Бовс-Лайон | H.J. Crispe E. Barratt-Smith | 7–5, 6–3, 6–2           |
| Поразка   | 1888 | Вімблдонський турнір 1888 | Патрік Бовс-Лайон | Ернест Реншоу Вільям Реншоу  | 6–2, 6–1, 3–6, 4–6, 3–6 |